# Bus à impériale
Pour la série télévisée, voir L'Autobus à impériale.

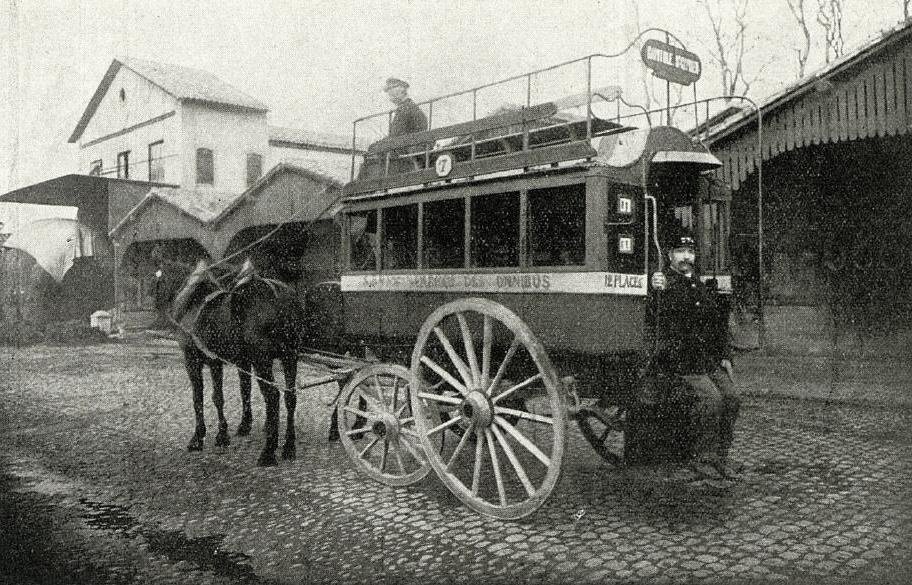
Le premier bus à impériale de Toulouse (en 1863).

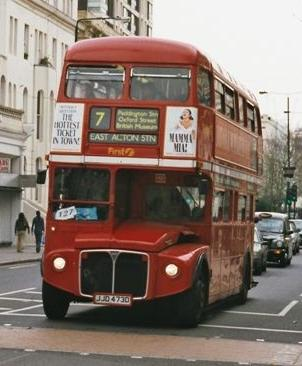
Un AEC Routemaster à Londres (avant 2004).

Un bus à impériale ou un autocar à impériale est un autobus ou un autocar à deux niveaux. Ces véhicules sont répandus dans le monde entier, leur vocation étant soit touristique (souvent en version décapotée), soit de transport en commun avec un toit carrossé, cette dernière utilisation étant moins courante[réf. nécessaire]. Ce type de bus est très populaire dans certaines villes d'Europe et certaines parties de l'Asie (généralement d'anciennes colonies britanniques).
Parmi les plus célèbres, on peut noter ceux de Londres apparus en 1910, ceux de Berlin en 1906, et ceux de Hong Kong en 1977.

## Terminologie
La terminologie bus à impériale semble héritée des carrosses à impériale, l'impériale constituant alors la partie supérieure du carrosse.

## Europe
Le 22 juillet 1997, la directive 97/27/CE définit l'autobus ou autocar à étage au niveau européen :

« autobus ou autocar à étage » : tout bus ou autocar dont les compartiments destinés aux passagers sont agencés, en partie au moins, sur deux niveaux superposés et dont l'étage supérieur n'est pas prévu pour des passagers debout »

— directive 97/27/CE
Le 20 novembre 2001, la directive 2001/85/CE redéfinit la directive 97/27/CE et définit au niveau européen le véhicule à impériale.

« véhicule à impériale », un véhicule dont les compartiments destinés aux passagers sont agencés, en partie au moins, sur deux niveaux superposés et dont l'étage supérieur n'est pas prévu pour des passagers debout »

— directive 2001/85/CE

### Royaume-Uni

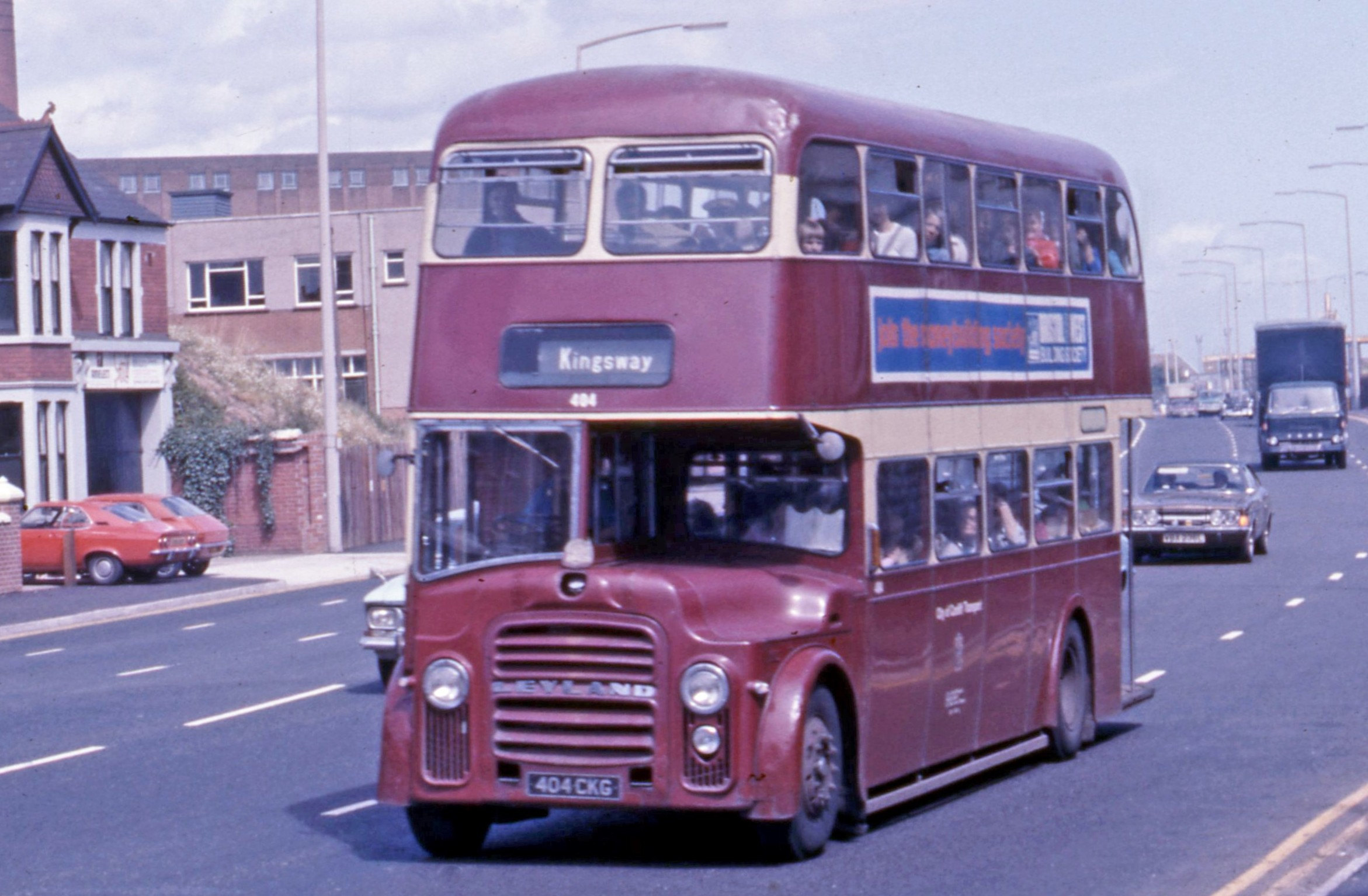
Un bus à impériale à Cardiff avec une plate-forme arrière ouverte.

Les bus à impériale sont courants dans les villes du Royaume-Uni. Même dans les plus grandes villes, les bus à impériale n’ont généralement qu’une seule porte et un seul escalier.
Historiquement, les bus à impériale nécessitaient deux employés, un conducteur et un contrôleur en uniforme, chargés de délivrer et poinçonner les billets. Un périscope à miroirs permet au conducteur de voir les voyageurs de l'impériale. Ils sont également équipés d'un cordon pour avertir le conducteur de son arrêt, de son départ, et pour indiquer que le bus était plein. La plateforme arrière permet aux passagers pressés de monter dans le bus ou de sauter sur le trottoir à leurs risques et périls.
À partir de 1965, ces anciennes configurations de bus ont commencé à être progressivement supprimées pour permettre aux bus d'être exploités uniquement par le contrôleur. Pour des raisons de sécurité, ces nouveaux bus ne disposent plus de plateforme arrière ouverte.

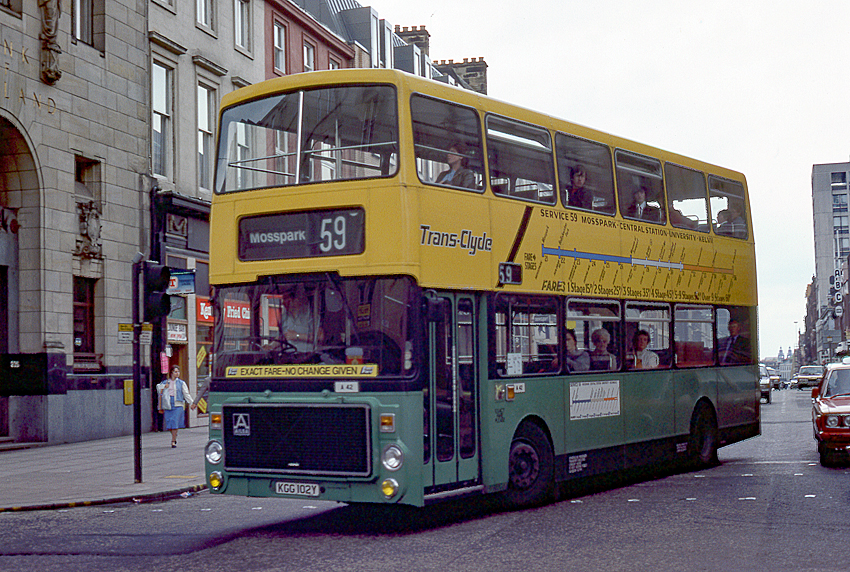
Un bus à impériale de configuration moderne à Glasgow.

#### Londres
Les bus à impériale londoniens de couleur rouge vif sont parmi les symboles les plus emblématiques de Londres et de l'Angleterre.
Les plus connus, conçus par le designer industriel Douglas Scott, étaient du type Routemaster. En circulation depuis 1956, ils ont été retirés du service le 9 décembre 2005.
À partir des années 1970, les Routemaster ont été progressivement remplacés par des modèles de plus en plus modernes de bus à impériale sans rapport avec le Routemaster. Pour des raisons de sécurité, ces nouveaux bus ne possèdent plus la plate-forme arrière ouverte. Parmi ces différents modèles, on peut citer le Alexander ALX400 ou le Scania Omnidekka.

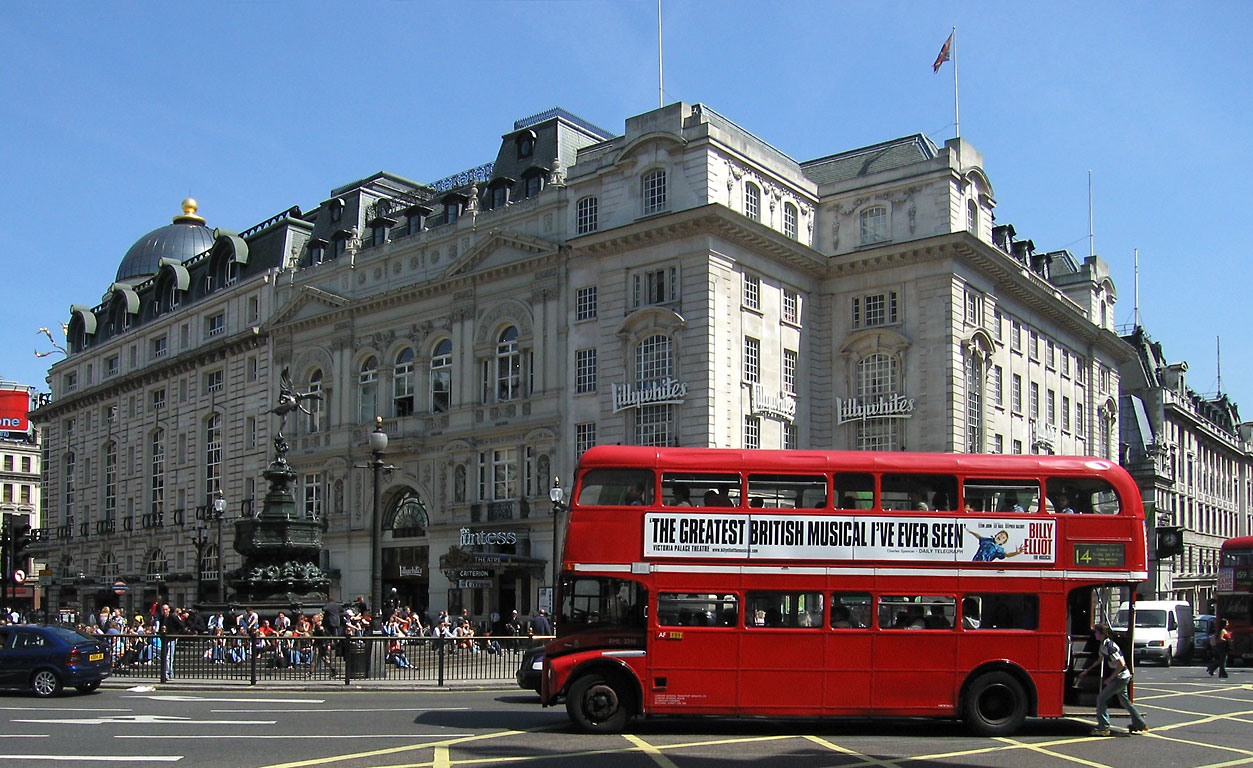
Routemaster RML sur Piccadilly Circus à Londres.

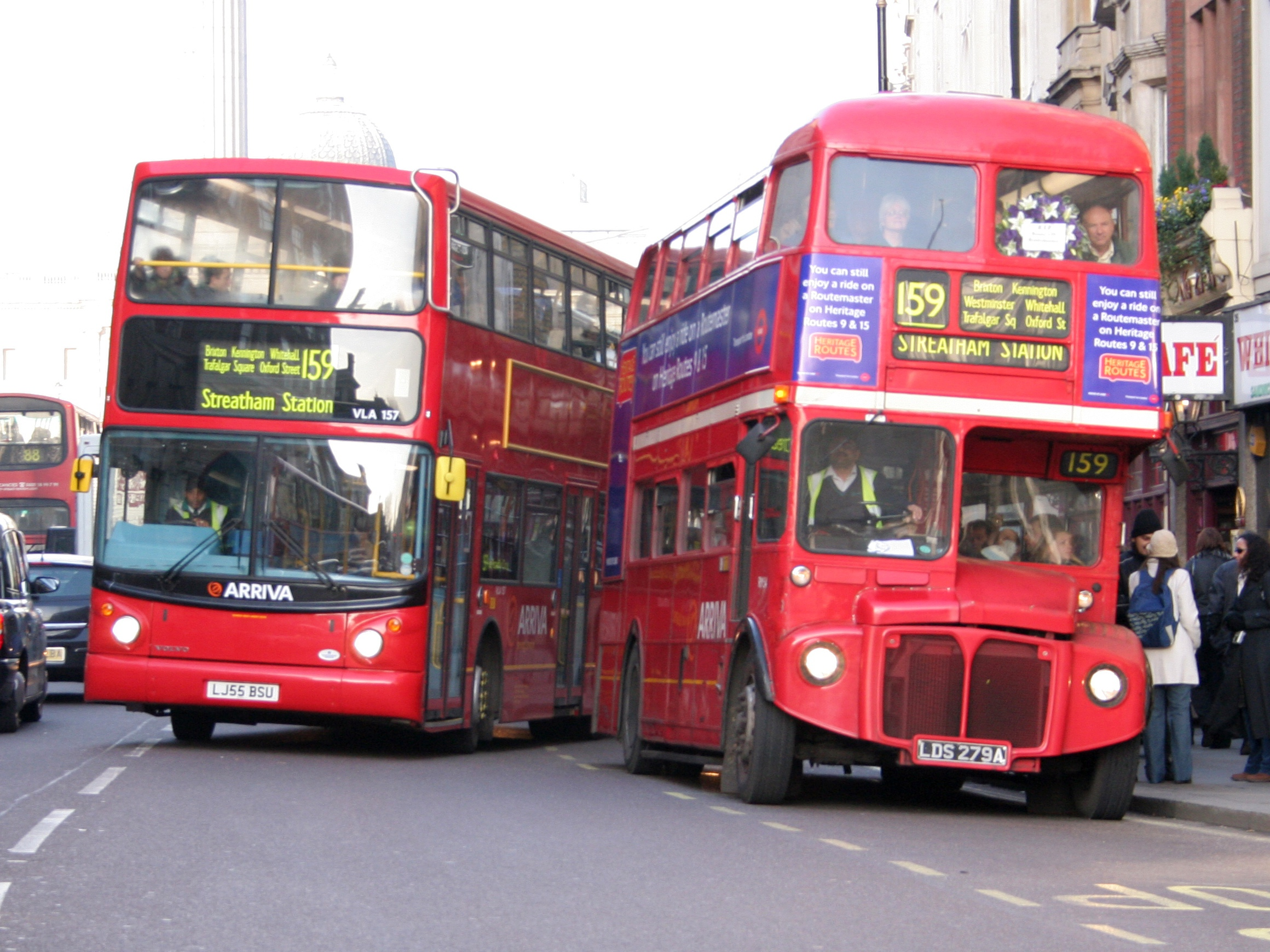
Un Alexander ALX400 sur châssis Volvo B7TL à gauche et un Routemaster RM54 à droite.

Dans les années 2000, les bus à impériale furent remplacés sur de nombreuses lignes par des autobus articulés de type Mercedes Citaro, sous l'impulsion de Ken Livingstone, maire de Londres de 2000 à 2008. Son successeur Boris Johnson a remplacé à leur tour ces bus articulés par un nouveau modèle de bus à impériale au style néo-rétro évoquant le « Routemaster ». Ils sont plus accessibles pour les poussettes et fauteuils roulants, sont dotés d'un moteur hybride et voient le retour de la plate-forme ouverte à l'arrière.
Le "New Bus for London", doté de trois portes et de deux escaliers et développé spécialement pour Londres. Boris Johnson avait initialement promis un conducteur, mais cela n'a pas été tenu. Le bus n’a été adopté nulle part ailleurs et ces bus sont désormais progressivement supprimés.

### Paris
Selon le Bureau d'enquêtes sur les accidents de transport terrestre, il est possible que le nombre d’autocars à étage en circulation en France soit supérieur à 2 000, c'est-à-dire à 3 % du parc.

#### Les omnibus à impériale

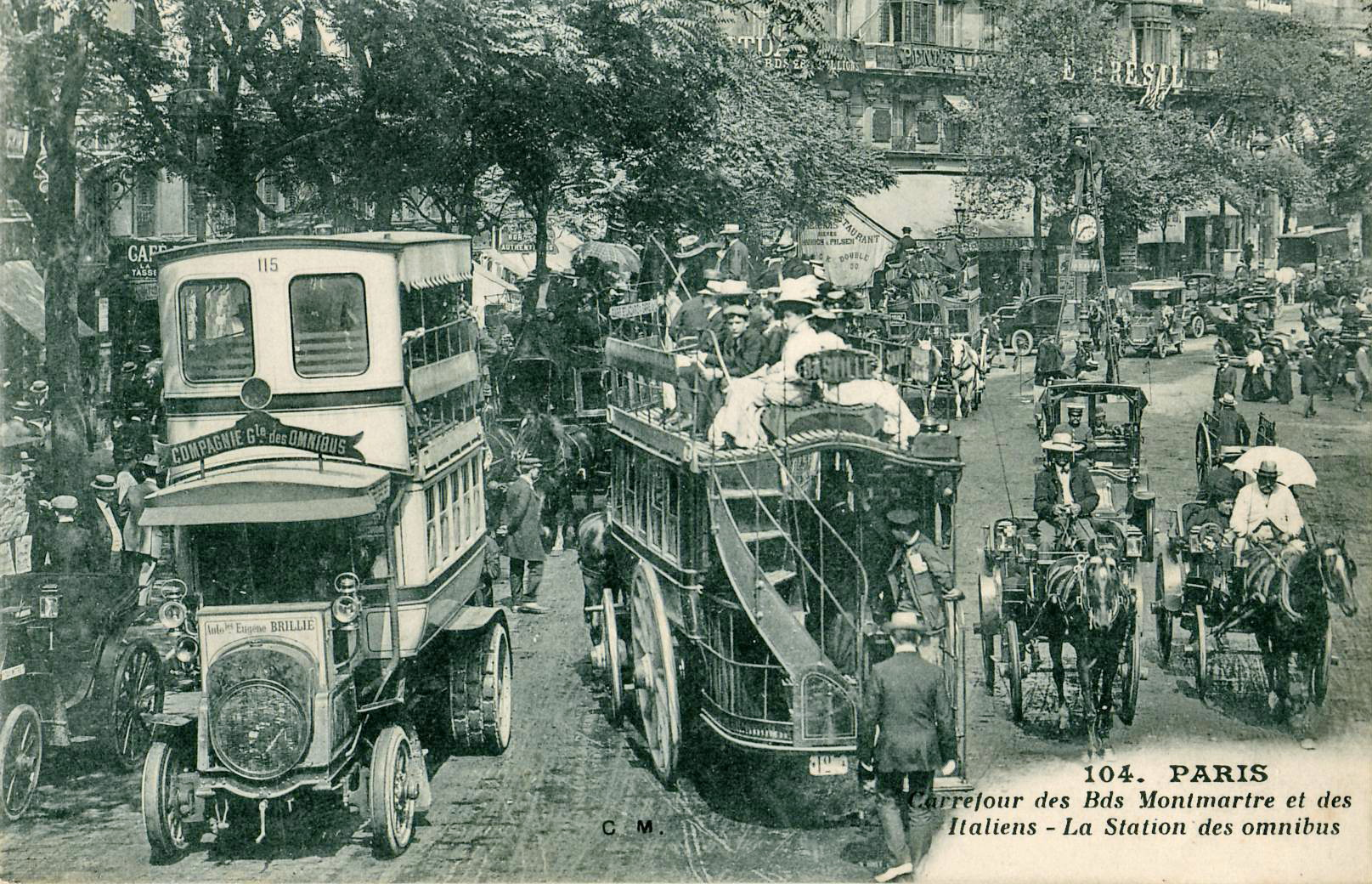
À gauche, un autobus à impériale Brillié-Schneider P2, et au centre, un omnibus à impériale type 1889.

C'est à Paris, en 1853, que fut inventé le premier bus à deux étages, l'omnibus à impériale.
La Compagnie générale des omnibus (CGO), ancêtre de la Régie autonome des transports parisiens (RATP), met en service ces véhicules sur son réseau en 1855. L'accès à l'impériale, particulièrement malaisé, se fait par des échelons. En 1878, de lourdes voitures de 40 places à plate-forme arrière et dotées d'un escalier hélicoïdal pour accéder à l'impériale ont été mises en circulation, mais leur poids nécessitait l'utilisation de trois chevaux. En 1889, la CGO met en service un type de voiture de trente places, moins lourd, également à impériale et tiré par deux chevaux.
Les derniers omnibus à chevaux de la CGO ont cessé de circuler en janvier 1913.

#### Les autobus à impériale de 1906
Au tournant du XXe siècle, les omnibus sont devenus démodés et le coût des chevaux nécessaire pour les tracter fit étudier à la CGO des solutions de remplacement moins onéreuses que la création de lignes de tramways et leurs coûteuses voies ferrées. L'autobus, sans impériale, utilisé dès 1895 à Berlin et 1900 à Londres, apparaissait donc comme une solution prometteuse.
La CGO définit donc un cahier des charges et lança un appel d'offres aux constructeurs automobiles pour la réalisation de prototypes de châssis-moteur de ce qu'on appelait alors les omnibus automobiles, afin que la CGO y installe une caisse d'omnibus à chevaux à impériale de type 1889.
Neuf véhicules sont expérimentés sur une ligne spéciale de desserte du Salon de l'automobile de 1905, :
- un véhicule à vapeur, de Serpollet
- deux véhicules pétroléoélectriques (moteur à essence alimentant une génératrice électrique) fournis par Krieger et De Dion-Bouton
- six véhicules à essence et transmission mécanique construits notamment par Latil, Brillé-Schneider, Panhard

La CGO retient le modèle P2 de Brillié-Schneider, et en commande 150 châssis. En effet, ce sont les ateliers de la CGO qui montèrent les caisses provenant d'anciens omnibus à impériale. Le P2 mesure 5,20 m de long, avec un empattement de 3,65 m, une garde au sol de 73 cm, une hauteur de 4,20 m, et est équipé d'un moteur 4 cylindres de 35 chevaux accouplé à une boîte de vitesses à trois rapports avant et une marche arrière .
La première ligne régulière équipée en autobus, mise en service le 11 juin 1906, fut la ligne AM allant de Montmartre à Saint-Germain-des-Prés.
Peu après, six lignes furent exploitées, et 151 Brillié-Schneider P2 sillonnèrent Paris sur les lignes :
- C, qui allait de Porte de Neuilly à Palais-Royal, le 20 juin 1906
- J, qui allait de Montmartre à place Saint-Michel, le 1er novembre 1906
- I, qui allait de place Pigalle à Halle-au-Vin, le 20 janvier 1907
- AL, qui allait de porte d'Asnières à Gare Montparnasse, le 24 mars 1907
- H, qui allait d'avenue de Clichy à Odéon, et A qui allait de Gobelins à Notre-Dame de Lorette, le 30 juin 1907

Comme sur les tramways et les omnibus de l'époque, les autobus à impériale comportaient plusieurs classes : la première classe, à l’intérieur de la voiture, et la deuxième classe sur l’impériale à l'air libre en 1906, puis en impériale fermée dès 1907.
En 1910, un de ces véhicules se renversa sur la place de l'Étoile, ce qui amena la Compagnie générale des omnibus à remettre en cause l'exploitation d'autobus à impériale, les jugeant dangereux pour des questions d'équilibre et d'inconfort. La CGO décide alors de supprimer les impériales en 1911, et installe de nouvelles caisses à plate-forme arrière et entrée axiale sur une centaine de châssis Schneider PB2 (dotés de la même motorisation que le P2, mais avec une longueur portée à 7,53 m), ces autobus prenant l'appellation Brillé-Schneider P3.

#### Les autobus à impériale de 1968
Il fallut attendre 1966 pour que la RATP retente l'expérience du bus à impériale à Paris ; deux lignes sont alors choisies :
- ligne 94 qui allait de la gare Montparnasse à Levallois-Perret
- ligne 53 qui allait de Opéra à porte d’Asnières.

Un prototype construit par Berliet en 1966, modèle PCM-RE de 9,83 m de long, 2,50 m de large et 4,35 m de haut, est testé puis est suivi d'une commande de 25 autres véhicules. La mise en service du premier de ces autobus de série est effective le 19 juin 1968 sur la ligne 94. Le 17 février 1969, la ligne 53 est à son tour équipée de ce modèle. Mais diverses raisons font abandonner définitivement cette formule à la RATP en 1977. En particulier, ce type d'autobus est peu adapté aux rues parisiennes, bordées d'arbres. De plus, la présence de deux escaliers limitait d'autant l'espace gagné sur le modèle sans étage, le PCM-R, et enfin, les stations trop proches les unes des autres incitaient peu les gens à monter à l'étage.
Plus tard, plusieurs exemplaires de ce modèle furent revendus et aménagés pour servir à la collecte du sang. Il y a en bas un espace pour les prélèvements et à l'étage un coin restauration.

#### Les bus à impériale aujourd'hui
Depuis 1977, il n'y a plus aucune ligne parisienne de transport en commun utilisant des autobus à impériale.
Cependant, depuis 2001, un service touristique exploité par RATP Dev à des fins touristiques existe : Tootbus Paris (nommé Paris L'OpenTour jusqu'en 2021).

### Berlin

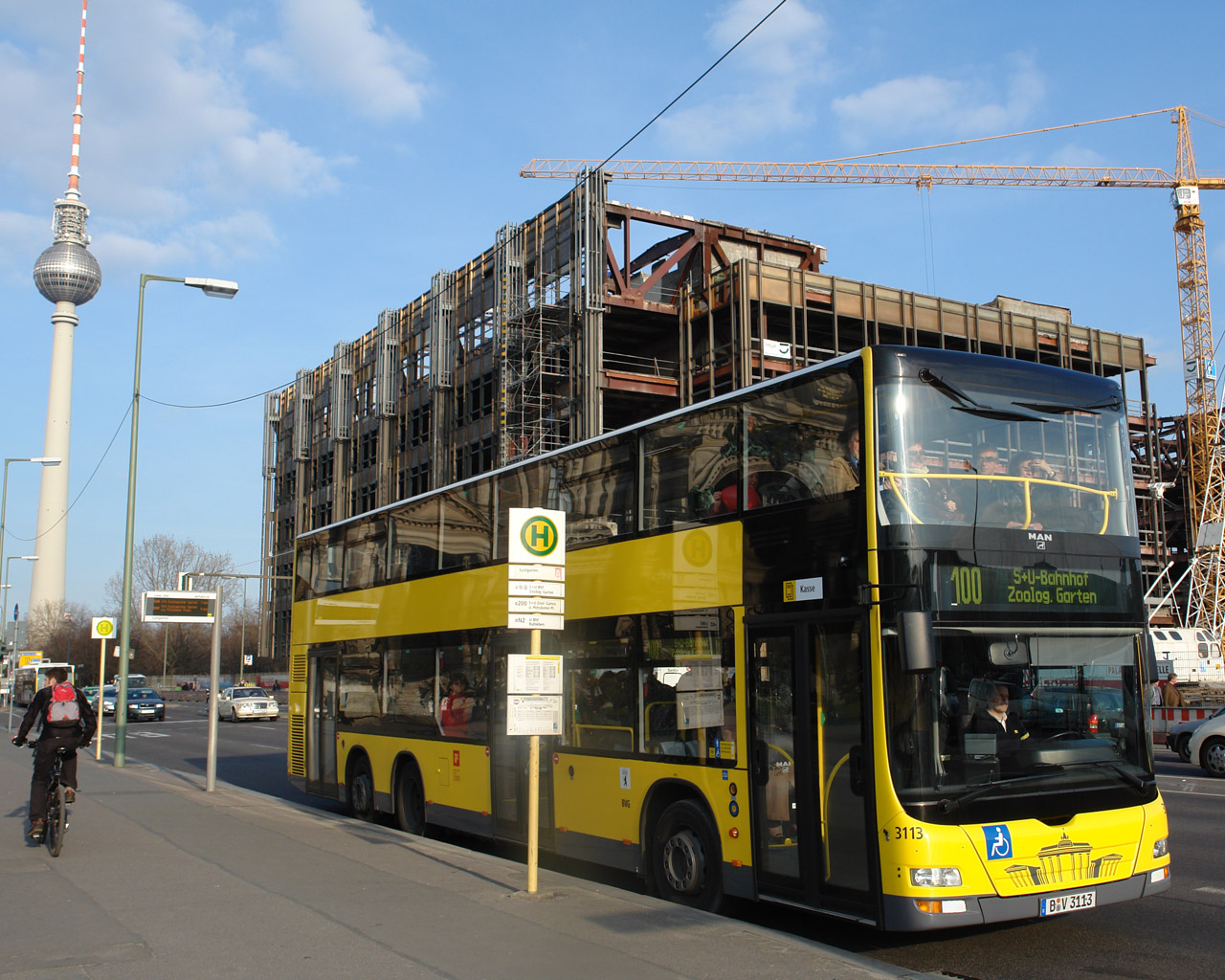
Les Man Lion's City DD à Berlin.

Les bus à deux niveaux sont très répandus sur les lignes régulières des transports en commun berlinois (en allemand BVG), principalement sur les lignes à haut niveau de service (celles commençant par un M) mais pas uniquement. Ces véhicules sont de marque MAN, plus précisément les modèles SD 202 (construction 1987–1992), DN 202 (construction 1995) et Man Lion's City DD (type A39) (construction 2005–2009), ou Alexander Dennis (Enviro 500 MMC, depuis 2020).

### Bruxelles
À Bruxelles, depuis les années 1990, trois compagnies exploitent des bus à impériale à des fins touristiques.

### Skopje

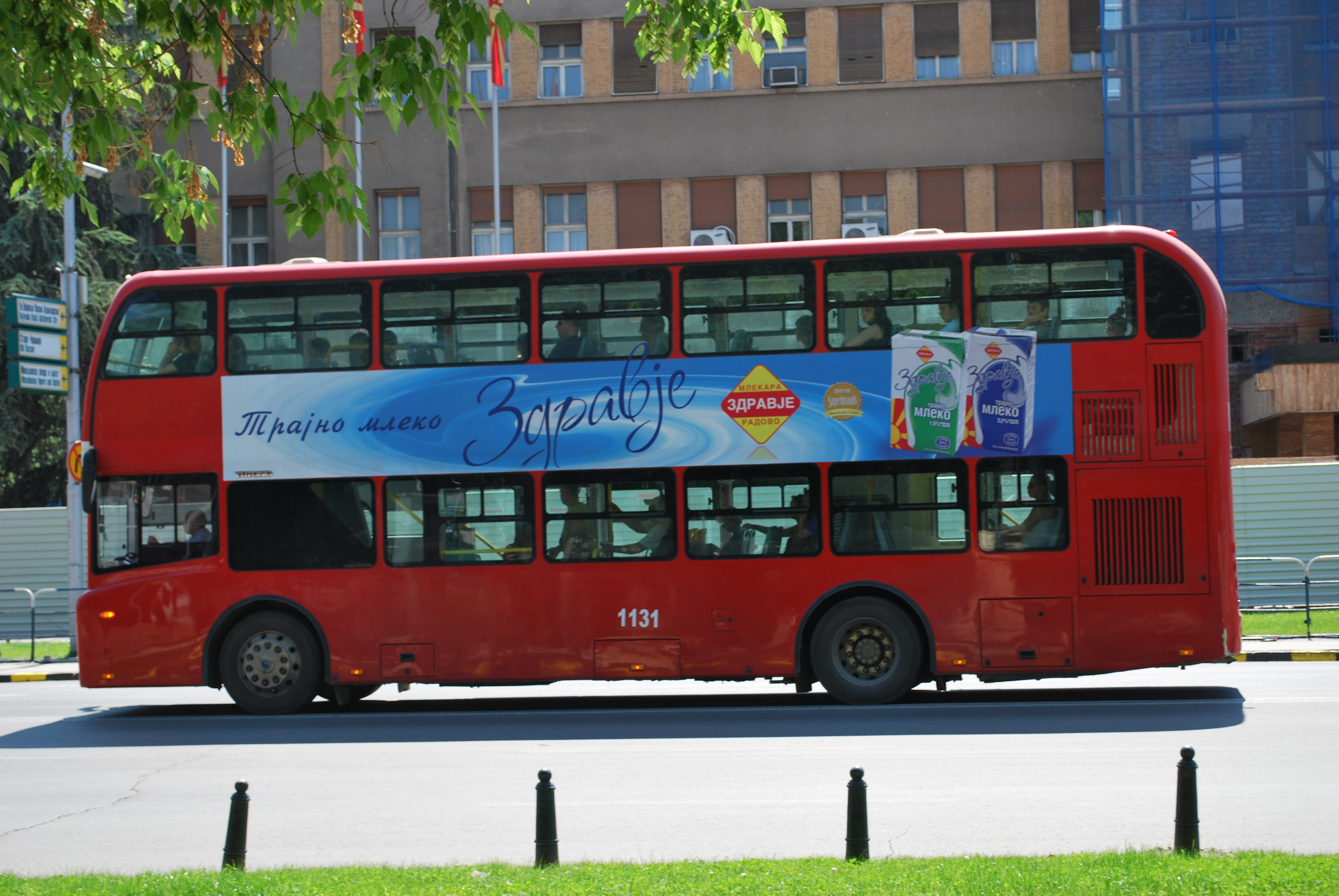
Bus Yutong City Master de Skopje.

À Skopje, en Macédoine, JSP Skopje, la compagnie de transports en commun de la ville, possède 202 bus à deux niveaux, mis en circulation à partir de 2011. Ils sont de la marque chinoise Yutong. Ces bus rappellent les bus à impériale rouges qui circulaient déjà sur les lignes urbaines de Skopje dans les années 1950 et 1960.

### Lausanne
En Suisse, à Lausanne, les lignes 60, 62 et 65 des Transports publics de la région lausannoise sont exploités avec des bus suburbains à impériale Alexander Dennis Enviro500 MMC puisqu'ils répondent mieux aux besoins de ces lignes régionales que les bus articulés.

## Asie

### Inde

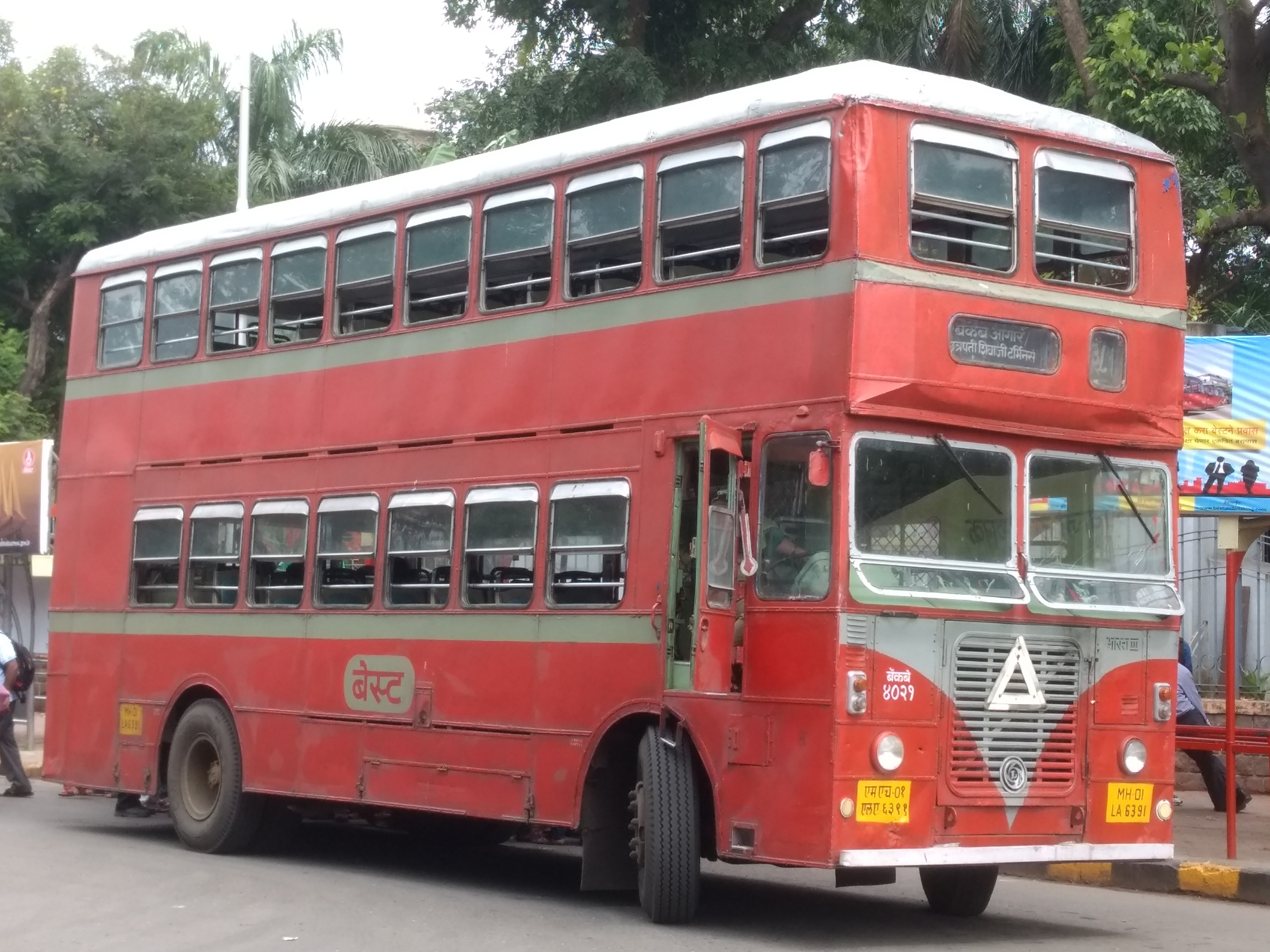
Un bus à impériale Ashok Leyland à Mumbai.

Les grandes villes de l'Inde En Inde, des villes comme Hyderabad, Bangalore, Delhi, Chennai et Calcutta exploitaient autrefois des bus à deux étages, mais les ont abandonnés. Mumbai exploite toujours des bus à impériale dans le cadre de l'entreprise Brihanmumbai Electric Supply and Transport (BEST).

### Bangladesh

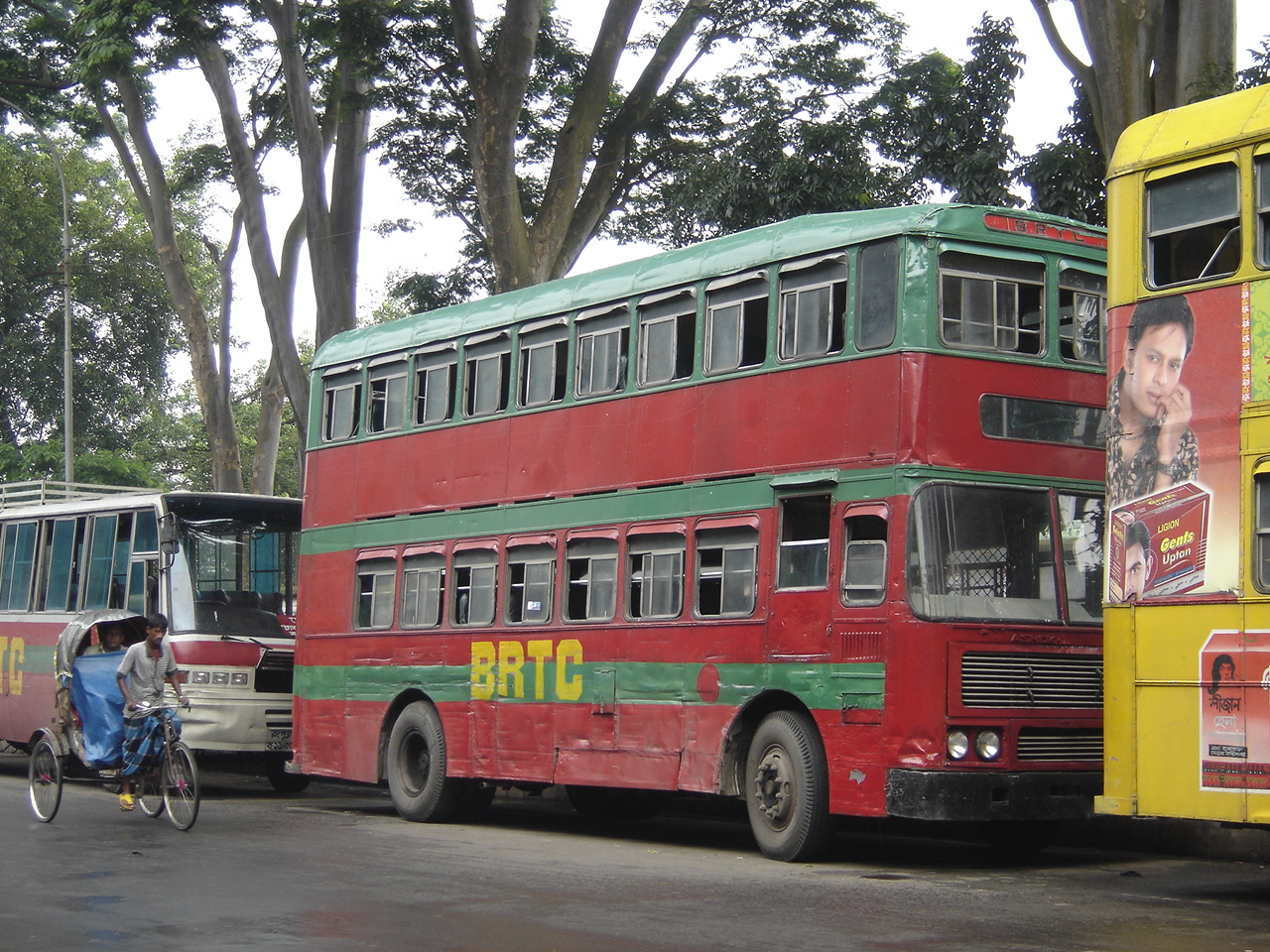
Un bus à impériale à Dhaka, Bangladesh.

Des bus à impériale ont été trouvés à Dhaka et à Chittagong.

## Réglementation et sécurité

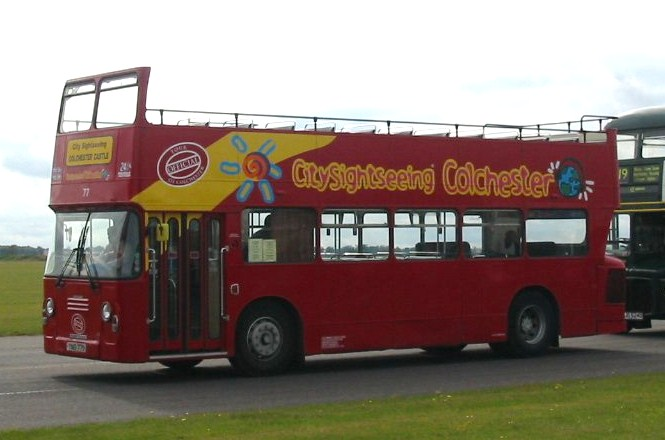
Véhicule sans toit.

Certains règlements visent à préciser les spécificités des véhicules de transport de voyageurs pour en assurer la sécurité :

« Véhicule à deux étages », un véhicule dans lequel les places prévues pour les voyageurs sont disposées au moins dans une partie du véhicule sur deux étages superposés et où il n’est pas prévu de place pour les voyageurs debout au niveau supérieur. »

— Règlement 107 de la CEE-ONU

« Véhicule sans toit » 2 , un véhicule dépourvu de toit sur tout ou partie de son plancher et, dans le cas d’un véhicule à deux étages, de son plancher
supérieur. Aucun emplacement réservé aux passagers debout ne doit être prévu sur un plancher dépourvu de toit, quelle que soit la classe du véhicule. »

— Règlement 107 de la CEE-ONU
Différents règlements ou directives prévoient un tilt angle de 28°; c'est notamment le cas des règlements de Hong-Kong, des règlements CEE-ONU et des directives européennes.

« La stabilité du véhicule doit être telle qu’il ne se retourne pas lorsque la surface sur laquelle il se trouve est inclinée alternativement de chaque côté à un angle de 28° par rapport à l’horizontale. »

— Règlement 107 de la CEE-ONU
Le règlement 107 prévoit qu'au moins un escalier et un demi-escalier doivent être prévus sur les véhicules à étages transportant beaucoup de passagers
Le règlement 107 prévoit l’existence de garde corps et de dispositif de communication pour les véhicules sans toit

## Incidents et accidents

### Renversement
Ce type d'accidents concerne majoritairement les autocars à impériale, davantage que les bus, du fait notamment de leurs axes de circulation et des vitesses atteintes[réf. nécessaire].
Le 10 juillet 1995, vers une heure, sur l’autoroute A9 entre l’aire de Tavel et l’échangeur de Roquemaure, un autocar à impériale espagnol en provenance de Barcelone et à destination d'Amsterdam se renverse sur le terre-plein central après avoir touché un autre poids lourd. Bilan : 22 morts et 32 blessés. Un conducteur survivant perd son permis de conduire et se voit infliger une amende et une année de prison.
Le 17 mai 2003 au matin, un autocar à impériale en provenance d'Allemagne et à destination de la Costa Brava, glisse sur l’autoroute A6 à Dardilly près de Lyon. Bilan : 28 morts dont les deux conducteurs et 46 blessés. Note du rapport du BEATT :

« la configuration à deux étages de ce type d’autocar, avec une hauteur du centre de gravité importante – hauteur accrue par la présence de la majorité des passagers en partie haute – et la présence d’un important porte-bagages à l’arrière, accentuent encore les facteurs potentiels d’instabilité dynamique. À cet égard, les données recueillies lors d’accidents sur de tels véhicules, et leur renversement, montrent que les cars à étage présentent des risques particuliers et devraient être utilisés dans des conditions rigoureuses de respect de la réglementation. »

— BEATT
À la suite de cet accident, le BEATT recommande l'installation d'un dispositif électronique de contrôle de trajectoire pour les autocars et l'application de normes de résistance de la superstructure en cas de retournement pour les autocars à étage. Elles sont prises en compte dans le règlement (CE) n° 661/2009 et dans le règlement n° 66 de la Commission économique pour l’Europe des Nations-Unies.
Le mardi 11 septembre 2012 vers 8 h 07, un autocar à étage de 72 places en provenance de Pologne et à destination du sud de la France traverse la chaussée de l'autoroute A36 et se renverse. L'autocar d'une hauteur de 4 mètres et d'une longueur de 12 mètres est équipé de l'ABS mais pas de l'ESC. Il roulait à 97 km/h puis à 40 km/h. L'autocar ne disposait pas de ceinture de sécurité en nombre suffisant. Deux occupants sont tués, 42 blessés, un lampadaire et une barrière de sécurité sont aplatis/écrasés, l'autocar est détruit. Trois issues étant condamnées, les occupants n'ont pu évacuer le véhicule que par les trois issues restantes. Facteur contribuant à cette situation :

« la moindre stabilité que présentent les autocars à étage du fait de la position élevée de leur centre de gravité qui favorise leur balancement et facilite leur renversement, notamment lorsque, comme dans le cas présent, ils sont dépourvus de système de contrôle de stabilité (ESP). Un tel dispositif est, de fait, devenu obligatoire depuis le 11 juillet 2014 sur tous les autocars neufs mis en circulation. »

— BEATT

« ces autocars sont réputés pour leur tendance au roulis et pour leur moindre
stabilité dans les situations d’urgence. »

— BEATT
En décembre 2019, un autocar à étage s'est renversé à Técou, au sud de Gaillac, dans le Tarn.
Le 17 janvier 2023, un bus à impériale se renverse à Londres en raison du verglas.

### Collision avec obstacle fixe
Un nombre significatif de collisions d'autobus ou d'autocars à impériale avec un pont se sont produits. Elles sont dues à l'oubli par le conducteur de la hauteur d'un véhicule à impériale.
En septembre 2011, un Megabus entre en collision avec un pont ferroviaire à Syracuse, New York tuant quatre passagers et en blessant 17.
En juillet 2013, à Stockport au Royaume-Uni, six personnes ont été blessées lors de la collision d'un bus avec un pont ferroviaire.
En juin 2014, un bus heurte un pont ferroviaire à Sileby, Leicestershire.
En décembre 2014, un bus vide perd son toit lors de la collision avec un pont ferroviaire à Birkenhead.
En mars 2015, un bus transportant 76 enfants heurte un pont à Staines, Surrey. Onze passagers sont hospitalisés mais leurs blessures ne sont pas comptabilisées comme graves.
En mars 2015 également, un bus vide a aussi perdu son toit après que le conducteur a dirigé le bus contre un pont ferroviaire à Isleworth dans l'ouest de Londres.
En avril 2015, un bus Stagecoach Highlands heurte un pont ferroviaire à Balloch, Highland, en Écosse. Pour échapper à l'accident, un passager saute à terre.
En mai 2015, à Romsey, un bus géré par Bluestar voit son toit décapité après avoir heurté un pont ferroviaire.
En juillet 2015 à Norwood à Londres, un bus perd son toit, sept occupants sont blessés.
Le 26 juillet 2015, à La Madeleine, un autocar espagnol s'encastre dans un mini-tunnel d'une hauteur de 2,6 mètres, les 28 occupants sont blessés. Le conducteur, qui n'avait pas respecté la signalisation, a été mis en examen pour "blessures involontaires ayant entraîné une incapacité totale de travail d'une durée inférieure ou égale à trois mois par violation manifestement délibérée d'une obligation de prudence ou de sécurité prévue par la loi ou le règlement". Le maire souhaitait que la technologies GPS soit développée pour éviter ce type d'incident.
En septembre 2015 à Rochdale, Greater Manchester, 17 personnes sont blessées.
En avril 2016 à Bournemouth, 30 passagers échappent par chance à un accident de bus à impériale.
Un vendredi de juin 2017, vers 12 h 35, un bus de tourisme à impériale s'encastre dans la partie haute d'un tunnel situé à proximité du pont Alexandre III à Paris. Quatre personnes sont blessées, dont une hospitalisée pour un traumatisme crânien considéré comme grave. Les autres personnes ont eu des "plaies diverses" (blessés légers). Le responsable du transport considère qu'"aucune (victime) ne se trouve dans un état grave". Le véhicule avait été dévié de son circuit habituel en raison d'une déviation de la circulation. Toutefois, l'accès au tunnel n'était pas autorisé, des panneaux indiquant une hauteur maximale autorisée de 3,90 mètres dans le tunnel. D'après la Préfecture de Police de Paris (PP) : "Malgré la présence de ces panneaux réglementaires, le chauffeur a poursuivi sa route vers le souterrain".
En février 2018, dans une grande artère du centre de Lisbonne, deux touristes belges ont été blessés par la collision avec un arbre de l'autocar touristique à impériale les transportant.
Le dimanche 24 mars 2019 vers 20 heures, un autocar de voyageurs de l'opérateur français Flixbus, en provenance de Lille et à destination d'Amsterdam, et d'une hauteur d'environ quatre mètres, a heurté à 2,60 mètres un portique de limitation de hauteur autorisée dans la commune de La Madeleine. Deux personnes ont été blessées aux jambes et par des bris de vitres.
Le 11 septembre 2020, un bus transportant 72 enfants heurte un pont lors d'un trajet scolaire vers l'école à Winchester, Hampshire, arrachant l'intégralité du toit. Trois enfants sont blessés et nécessitent une intervention chirurgicale, 12 autres étant blessés sans gravité, c'est-à-dire sans requérir d'intervention chirurgicale Le bus était géré par Stagecoach South.

### Incendie
- le 23 février 2008, un autocar à étage immatriculé en Belgique a pris feu spontanément sur l'autoroute A43 dans la commune des Marches, en Savoie. Le feu s'est d'abord déclenché dans une chaudière endommagée lors d'un incident de manœuvre, avant de se propager dans les compartiments à bagage[23]. L'autocar et les bagages ont été détruits, mais il n'y a eu aucune victime corporelle, les passagers ayant pu évacuer le véhicule avant la propagation de l'incendie.

### Accident ferroviaire
En 2013, au Canada, un accident ferroviaire entre un bus d'Ottawa et un train interroge sur l'absence d'event data recorder dans ces véhicules lourds avec passagers.